# Monts Sulaiman
Les monts Sulaiman (Koh-e Sulaimān, « montagnes de Salomon ») sont un massif de montagnes du centre du Pakistan. Ils culminent à 3 383 mètres d'altitude au Takht-e Sulaiman. Ils s'étendent en arc de cercle au sud de la rivière Gomal et au sud-est de son affluent, le Zhob. Ils font partie de la province géologique de Kirthar-Sulaiman qui s'étend dans l'Ouest du pays.